# Geigenbauschule (Ausbildung)
Eine Geigenbauschule ist eine Technische Bildungseinrichtung, die die Ausbildung zum Geigenbauer ermöglicht.

## Ausbildung Zum Geigenbauer
Der Beruf des Geigenbauers ist in Deutschland seit der Reform der Handwerksordnung 2004 ein zulassungsfreies Handwerk und kann ohne Gesellen- oder Meisterbrief ausgeübt werden. In Österreich ist die Saiteninstrumentenerzeugung noch immer ein Gewerbe, für dessen Ausübung man eine Meisterprüfung absolvieren und einen Gewerbeschein erwerben muss. In allen anderen Ländern Europas kann der Beruf des Geigenbauers frei und ohne zusätzliche Prüfungen ausgeübt werden.
Die mehrjährige Ausbildung zum Geigenbauer absolviert man traditionell als Lehre in einem Betrieb, oder in einer Geigenbauschule. Die Lehre schließt mit der Gesellenprüfung ab. Nach mehreren Jahren Berufspraxis kann die Meisterprüfung zum Geigenbaumeister absolviert werden.

## Deutschland
Generell besteht die Möglichkeit, eine 3-jährige duale Ausbildung bei einem selbständigen Geigenbaumeister zu absolvieren. Voraussetzungen für diese Ausbildungen sind einerseits Hauptschulabschluss und zum anderen Kreativität, Musikalität und handwerkliche Geschicklichkeit. 
Daneben bestehe die beiden staatlichen Bildungseinrichtungen, an denen die Ausbildung gebührenfrei erfolgt:
- Berufs- und Berufsfachschule „Vogtländischer Musikinstrumentenbau“ in Klingenthal
- Staatliche Berufsfachschule für Musikinstrumentenbau, Staatliche Berufsschule in Mittenwald

Die Ausbildung dauert in jedem Fall 3 Jahre (36 Monate) und endet mit dem Erwerb des Gesellenbriefes. Anschließend kann der Meisterbrief erworben werden, dafür muss eine entsprechende Meisterprüfung abgelegt werden. Dies ist momentan an der Handwerkskammer Chemnitz möglich. 
Weiterhin existiert der Studiengang Musikinstrumentenbau mit der Spezialisierung Streichinstrumentenbau an der Westsächsischen Hochschule Zwickau.

## Schweiz
Die Geigenbauschule Brienz ist die einzige Geigenbauschule der Schweiz. Sie ist in Brienz, im Berner Oberland angesiedelt. Pro Jahr werden zwei Lehrlinge aufgenommen. Um angenommen zu werden, muss man eine Aufnahmeprüfung bestehen.

## Österreich
In Österreich gibt es die Möglichkeit, die Erzeugung von Saiteninstrumenten an der Höheren technische Bundeslehranstalt (HTBLA) in Hallstatt zu erlernen.

## Italien
In Cremona, wo Antonio Stradivari und die Geigenbauer-Familien Guarneri und der Amati gewirkt hatten, gibt es die Geigenbauschule Scuola Internazionale di Liuteria.

## Frankreich
Mirecourt

## England
Newark

## Belgien
In Belgien gibt es eine Instrumentenbauschule für Geigenbau und Gitarrenbau, die Internationale Lutherie School Antwerpen (ILSA). Sie befindet sich in der Gemeinde Boom in der Nähe von Antwerpen.

## USA
Salt Lake City